# Gungunum

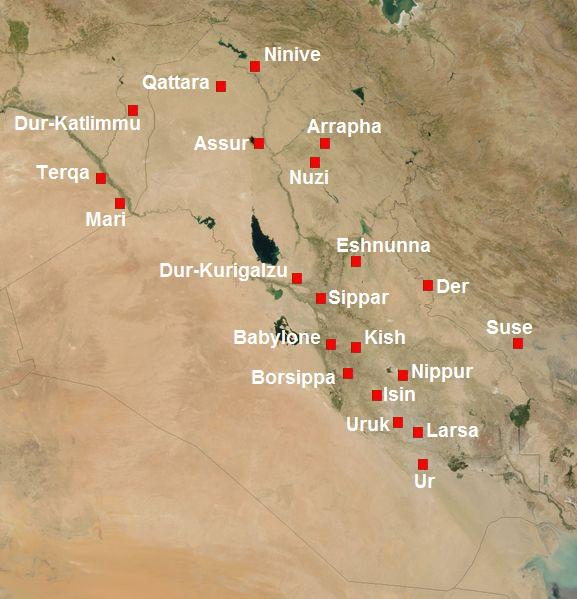
Mapa południowej Mezopotamii na pocz. II tys. p.n.e.

Gungunum (1932–1906 p.n.e. – chronologia średnia) – król Larsy, założyciel nowej dynastii amoryckiej w tym mieście-państwie; na początku swego panowania pokonał króla Isin Lipit-Isztara oraz zdobył Ur. W latach późniejszych zajął Der, Suzę, Lagasz. Podporządkował sobie prawie całą południową Babilonię i zachodni Elam, przekazując swojemu następcy Abi-sare rozległe państwo z dostępem do morza.